# Панкин, Вячеслав Михайлович
Вячеслав Михайлович Панкин (родился 28 февраля 1941) — подполковник КГБ СССР, руководитель 5-го отделения Группы «А» Седьмого управления КГБ СССР (ныне спецподразделение «Альфа» ЦСН ФСБ), ветеран подразделения первого набора.

## Биография
В органах госбезопасности с 1968 года, в рядах группы «А» Седьмого управления КГБ СССР с 1974 года — с момента её образования, участник первого набора. Прослужил в группе «А» около тринадцати лет. Участник Афганской войны, воевал в провинции Пактия и был одним из участников штурма дворца Амина.
C июля по август 1978 года Панкин был участником спецоперации в Гаване по обеспечению безопасности проведения XI Всемирного фестиваля молодёжи и студентов (группой руководил Г. Н. Зайцев). В частности, он обеспечивал безопасность подводной части теплоходов «Грузия» и «Леонид Собинов», зафрахтованных для размещения на них советских делегатов. 12 марта 1980 года возглавил 5-е отделение группы «А» — отделение боевых пловцов, которое участвовало в обеспечении безопасности проведения Московской Олимпиады, в том числе и для осмотра донной акватории Таллина перед проведением соревнований по парусному спорту. 17 марта 1981 года находилсях в группах обеспечения и захвата «Альфы» во время захвата школы № 12 в городе Сарапул дезертирами из 248‑й мотострелковой дивизии (в/ч 13977), рядовыми А. Х. Колпакбаевым и А. Г. Мельниковым, участвовал в задержании террористов.
Панкин также был участником специальных операций в Ереване и Баку. Участвовал в 1985 году в задержании шпиона одного из зарубежных государств, коим оказался Леонид Полещук, подполковник и резидент Первого главного управления КГБ СССР в Лагосе (Нигерия), завербованный ЦРУ и выдавший американцам всю резидентуру КГБ в Нигерии.
Награждён орденом Красной Звезды, медалями «За отвагу», «Воину-интернационалисту от благодарного Афганского народа» и «Ветеран Вооруженных Сил СССР», нагрудным знаком «За отличие в боевых операциях» и рядом других наград. Почётный сотрудник госбезопасности. После увольнения в запас — участник Международной ассоциации ветеранов подразделения антитеррора «Альфа» и один из организаторов системы негосударственной безопасности в России.